# کری باتلر
کری باتلر (انگلیسی: Kerry Butler؛ زادهٔ ) بازیگر، خواننده، بازیگر تئاتر، بازیگر تلویزیون، صداپیشه، و بازیگر سینما اهل ایالات متحده آمریکا است. وی از سال ۱۹۷۴ میلادی تاکنون مشغول فعالیت بوده‌است.